# بييرو بوريتشيلي
بييرو بوريتشيلي (بالإنجليزيّة Piero Puricelli) (ولد في 4 نيسان/أبريل عام 1883م في مدينة ميلانو- توفي في 8 أيّار/مايو 1951م في مدينة ميلانو)، كونت لومناغو، كان مهندسًا وسياسيًّا إيطاليًّا في النصف الأوّل من القرن العشرين، حيث كان مسؤولًا عن الإنشاءات في إيطاليا، ولا سيما عن إنشاء الطريق السريع الأول في العالم. أصبح بوريتشيلي سناتورا في إيطاليا عام 1929م.

## حياته
بييرو بورتشيلي، كونت لومناغو، هو ابن أنجلو وكارلوتا كومبي. درس في المعهد الفدرالي السويسري للتكنولوجيا في زيورخ (Federal Polytechnic Institute)، وتخرج في قسم الهندسة في العام 1905م. تزوج بوريتشيلي من أنتونيتا توسي، ولهما ولد واحد، فرانكو.

## أوّلطريق سريع(طريق سيار) في العالم
في الفترة التي أعقبت الحرب العالمية الأولى، وبعد استئناف التنمية والتطوير الاقتصاديين في إيطاليا، وُضِع تصوّر لشق وبناء طريق سريع، «...طريق جديد مخصص حصريًّا للمركبات التي تعمل على المحركات...». في العام 1922م صمّم بوريتشيلي المشروع الذي يربط بين مدينة وميلانو وبين بحيرة كومو وبحيرة ماجيوري. وفي 20 أيلول/سبتمبر 1923م افتتح الملك فيتوريو إيمانويل الثالث القسم الأوّل من الطريق السريع الذي وصل إلى جالاراتي. بلغ عدد المركبات ذات المحرك في إيطاليا في العام 1924 نحو 85,000 مركبة نصفها في لومبارديا، إذ ساد استعمال العربة والدرّاجات كوسائل نقل شخصيّة آنذاك.
في 21 أيلول/سبتمبر 1924م افتُتِح التمديد لفاريزي. وكان الطريق السريع دي لاغي (Autostrada dei Laghi) («طريق البحيرات السريع») أوّل طريق سريع مخصص حصريًّا لحركة المرور السريعة ولاستعمال المركبات ذات المحركات فقط. ويعتبر هذا الطريق الأوّل على الرغم من وجود طريق سريع في مدينة برلين (طريق آفوس- Avus)، لأن الطريق السريع في برلين استُعمل أيضًا لسباق السيّارات ومضمار اختبار للمركبات ذات المحركات.

## سيرته السياسية
عُيّن بوريتشيلي سناتورًا (عضو برلمان) في ال 26 شباط/فبراير 1929م، ممثلًا للحزب الوطني الإيطالي الفاشي، بقي في منصبه حتى عزلته العدل العليا للعقوبات ضد الفاشية (Alta Corte di Giustizia per le Sanzioni contro il Fascismo) في عام 1945م. عزت المحكمة عزله إلى إسهامته في الحفاظ على الفاشية وتعزيزها ولمسؤوليته في نشوب الحرب (الحرب العالمية الثانية) سواءً من خلال خطابه أو أعماله الفرديّة بما في ذلك أعماله وممارساته خارج البرلمان. في 2 تموز/يوليو 1946م بُرّئَ من تهمة التعاون.

## مناصب تقلدها
من بين المناصب التي أشغلها بوريتشيلي:
- نائب رئيس المكتب الدولي للمعارض.[2]
- 1929م: رئيس الشركة العامة للطرق والطرق السريعة.[6]
- 1931م: رئيس الاتحاد الدولي للمعارض التجارية.[2]

## تكريم فخري
- مُنح درجة فخريّة في الهندسة من جامعة البوليتكنيك في ميلانو في العام 1927م.[2]